# Ana Rosa Gattorno
Ana Rosa Gattorno (n. Génova, 14 de octubre de 1831 † Roma, 6 de mayo de 1900), fue una religiosa católica y escritora italiana fundadora de la orden religiosa e institución del Instituto de las Hijas de Santa Ana.
Fue beatificada el 9 de abril de 2000 después de que se le atribuyera un milagro a su intercesión

## Biografía
Rosa Gattorno también conocida como Rosa María Benedetta (Rosa María Benedicta), nació en la ciudad de Génova su padre se llamaba Francisco Gatorno y la madre se llamaba Adelaida Campanela (Italia), el 14 de octubre de 1831. Antes de convertirse en religiosa, estuvo casada con Jeronimo Justo, y más adelante se trasladaron a Marsella (Francia). Fruto de este matrimonio, la pareja tuvo tres hijos.
A consecuencia de los problemas económicos o financieros, Rosa y su familia deciden regresar a Génova, su hija empezó a padecer de una enfermedad extraña que la volvió sorda y muda. Después que Rosa conviviera con su esposo por seis años, lamentablemente su esposo víctima de una enfermedad fallece el 9 de marzo de 1858. Antes de la muerte de su esposo, su hijo menor fallece también víctima de una enfermedad extraña.
Tras la pérdida de su familia, Rosa decide cambiar de rumbo y dedicarse a la vida religiosa que la denominó "Corvención". Empezó por ayudar a los más necesitados, visitando a los enfermos en los hospitales y los hogares o asilos de los ancianos. Luego tomó los votos perpetuos de castidad y obediencia el 8 de diciembre de 1858, era considerada además como una terciaria franciscana por su labor de ayudar a los pobres. En 1862, se dice que recibía el don de los estigmas.
Rosa Gattorno fundó la congregación religiosa de la familia Santa Madre de María Inmaculada, fue ordenada monja el 26 de julio de 1867 y el 8 de abril de 1870 ejerció su profesión, junto con otros doce religiosos.
En la ciudad de Piacenza, fundó el Instituto de las Hijas de Santa Ana, para ponerse al servicio de la comunidad. En 1866, el Papa Pío IX, dijo a Rosa acerca de su instituto que ella había fundado: 
"El Instituto se propagará rápidamente como el vuelo de una paloma por todas partes del mundo." Actualmente, acuden a la ciudad de Piacenza muchos jóvenes que desean seguir la vida religiosa. Solo orando y rezando a Rosa Gattorno.

## Su muerte
Rosa Gattorno falleció en Roma el 6 de mayo de 1900 a los 69 años, respecto a las señales de los estigmas, no se pudo comprobar tras su fallecimiento.